# قطط وكلاب (فلم)
قطط وكلاب (بالإنجليزية: Cats & Dogs) هو فيلم أمريكي أسترالي أنتج سنة 2001 من إخراج لارنس جوترمان وهو يتحدث عن قطط تتحدى كلابا

## القصة
تتحدث عن كلب صغير يدعى برودي وهو كلب عادي ويمكنه كلام بينما يوجد قط شرير أنتج منظمة قطط لأستيلاء على العالم بأسره فيجد برودي منظمة سرية للكلاب جواسيس تحمي منصبها كصديق مفضل للإنسان فيضطر أن يواجه هو وشركائه لإيقاف منظمة القطط وتخريبها مع كثير من الحركة والمغامرة

## روابط خارجية
مقالات تستعمل روابط فنية بلا صلة مع ويكي بيانات